# El Portezuelo, Ocoyoacac
El Portezuelo är en ort i kommunen Ocoyoacac i delstaten Mexiko i Mexiko. Samhället hade 117 invånare vid folkräkningen år 2020.